# 녹색에너지연구원
녹색에너지연구원(Green Energy Institute)은 신재생에너지 산업을 선도하고, 발전시키기 위하여 설립된 전라남도청 산하 재단법인이다. 2008년 설립 당시에는 목포시청 산하 기관으로 재단법인 이사장은 목포시장이 당연직으로 겸임하였으나 2013년 전라남도청으로 이관한 뒤 전라남도지사가 당연직 이사장을 겸임한다. 전라남도 목포시 삼향천로 177 (석현동 1175-4)에 위치하고 있다.

## 설립 근거
- 전라남도 녹색에너지연구원 설립 및 운영 조례[3]

## 연혁
- 2009년 5월 서남권청정에너지기술연구원 설립 및 운영조례 제정
- 2009년 7월 서남권청정에너지기술연구원 발기인총회
- 2009년 8월 재단법인 서남권청정에너지기술연구원 법인설립 허가
- 2010년 2월 초대 전준헌 원장 취임
- 2011년 11월 서남권청정에너지기술연구원 개원식
- 2013년 2월 제2대 김형진 원장 취임
- 2013년 9월 재단법인 녹색에너지기술연구원으로 명칭 변경
- 2014년 5월 전라남도 녹색에너지연구원 설립 및 운영조례 제정

## 주요 업무
- 신재생에너지 공동연구개발, 기술실용화 및 이전 사업
- 신재생에너지 시험생산, 장비이용, 네트워킹, 교육훈련사업
- 신재생에너지 기업육성 및 지원, 사업화, 일자리 창출사업
- 신재생에너지 정책개발, 보급 확대 및 에너지 절약사업
- 그 밖에 연구원의 설립목적을 달성하기 위하여 필요한 사업

## 조직

### 이사회
- 이사장 : 1인
- 이사   : 5인 이상 15인 이하(당연직이사는 이사장을 포함하여 4명 이하로 한다.)
- 감사   : 2인

## 같이 보기
- 녹색기후기금
- 녹색성장위원회